# Brian Ching
Brian Ching (Haleiwa, Hawái, 24 de mayo de 1978) es un exfutbolista estadounidense de ascendencia China que jugaba como delantero.

## Trayectoria
| Período   | Club               |
| --------- | ------------------ |
| 1996-2000 | Gonzaga University |
| 1998-1999 | Spokane Shadow     |

| Período   | Club                 | Partidos (goles) |
| --------- | -------------------- | ---------------- |
| 2001      | Los Angeles Galaxy   | 8 (1)            |
| 2001-2002 | Seattle Sounders     | 31 (19)          |
| 2003-2005 | San Jose Earthquakes | 56 (25)          |
| 2006-2013 | Houston Dynamo       | 169 (56)         |

| Período | Selección      | Partidos (goles) |
| ------- | -------------- | ---------------- |
| 2003-   | Estados Unidos | 45 (11)          |

- Datos: Q464739
- Multimedia: Brian Ching / Q464739